# Гарольд Барроу
Гарольд Мартин Барроу (англ. Harold Martin Burrough; нар. 4 липня 1889 Герефордшир — пом. 22 жовтня 1977, Хіндхед, Суррей) — британський воєначальник, адмірал Королівського військово-морського флоту Великої Британії, учасник Першої та Другої світових воєн.

## Біографія
Військова кар'єра
- 1903 — кадет ВМС
- 30 вересня 1904 — мічман
- 30 листопада 1907 — суб-лейтенант
- 15 жовтня 1909 — лейтенант
- 30 травня 1917 — лейтенант-командер
- 31 грудня 1921 — комодор
- 30 червня 1928 — капітан
- 1 серпня 1939 — контр-адмірал
- 30 жовтня 1942 — віце-адмірал
- 25 вересня 1945 — адмірал

Гарольд Мартин Барроу народився 4 липня 1889 року в Герефордширі десятою дитиною в родині Чарльза та Джорджіни Барроу. Військову службу розпочав кадетом військово-морських сил у 1903 році, після завершення школи Святого Едварда в Оксфорді.
Службу на флоті проходив на кораблях Його Величності, перший бойовий досвід здобув за часів Першої світової війни. Барроу був офіцером-артилеристом корабельної артилерії на легкому крейсері «Саутгемптон», брав участь в Ютландській морській битві, що сталась 31 травня — 1 червня 1916 між британським та німецьким флотами.
1930 Г. Барроу призначили командиром важкого крейсера «Лондон», а в 1935 році він став командиром 5-ї флотилії есмінців. 1937 капітана Г. Барроу визначили командувати береговою базою «Екселент» неподалік від Портсмута. В 1939 році він став заступником начальника військово-морського штабу Великої Британії.
З початком Другої світової війни контр-адмірал Г. Барроу брав активну участь у боях та кампаніях на морі. За успішне проведення 27 грудня 1941 року спеціальної операції, що проводилася силами загону No. 3 за підтримки кораблів британського флоту з метою дезорганізації тилу німецьких військ на окупованому ними норвезькому острові Вогсей у Согн-ог-Ф'юране, його удостоїли ордену «За видатні заслуги».
У штабі ВМС він служив до 1942 року. У липні 1942 року його призначили командувати ближнім ескортом конвою WS 21S, який йшов з Гібралтару до обложеної Мальти. До складу ескортної групи конвою під командуванням віце-адмірала Едварда Сіфрета входили 2 лінкори, 4 ескадрених авіаносці, 7 крейсерів і 32 есмінці. Ескортне з'єднання вважалося найпотужнішим за всю війну, що виділялося на супровід конвою. Британське адміралтейство повністю усвідомлювало, що доля острова залежить від того, скільки транспортів добереться до острова. Особливо важливим був американський танкер «Огайо», зафрахтований міністерством військових перевезень і укомплектований британською командою.
Під час проведення конвою WS 21S під постійними атаками німецьких та італійських кораблів, підводних човнів, торпедоносців та бомбардувальників конвой втратив один авіаносець, 2 легких крейсери, ескадрений міноносець та дев'ять торговельних суден з чотирнадцяти. Ще 1 авіаносець і 2 легких крейсери були пошкоджені внаслідок безперервних нападів.
Восени 1942 року його поставили на посаду керівника Східної групи флоту, яка забезпечував та прикривала висадку морського десанту союзників на територію Алжиру.
У вересні 1943 року віце-адмірал Гарольд Барроу став командувачем Гібралтарськими та Середземноморськими підходами. А у січні 1945 року після трагічної загибелі адмірала Б. Рамсея в авіаційній катастрофі його призначили командувати Об'єднаними експедиційними військово-морськими силами союзників (англ. Allied Naval Commander-in-Chief, Expeditionary Force (ANXF).
7 травня 1945 року був однім з представників Верховного союзного командування, хто поставив свої підписи під актом про капітуляцію Німеччини в Реймсі.
Після війни, адмірал Г. Барроу залишався в Німеччині морським воєначальником, однім з його завдань було формування німецької адміністрації з зачищення мінних полів у морі. У 1946 році він став на посаду командувача силами Нор.
У 1949 році звільнився з лав збройних сил.
22 жовтня 1977 року помер від наслідків пневмонії у Хіндхеді в Сурреї.